# Academia Secretorum Naturae

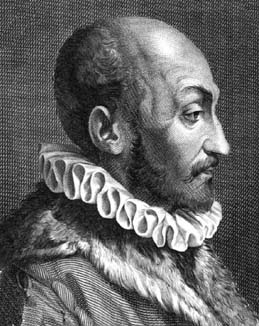
Giambattista della Porta, fundador de la Academia Secretorum Naturae

La Academia Secretorum Naturae, la primera sociedad científica, fue fundada en Nápoles en 1560 por Giambattista della Porta, un destacado polímata .  En italiano se llamaba Accademia dei Segreti, la Academia de los misterios de la naturaleza, y los miembros se referían a sí mismos como los otiosis (hombres de ocio). La sociedad se reunía en la casa de della Porta, en la sección Due Porte de Nápoles, llamada así en referencia a dos entradas en las cavernas que aparentemente servían de lugar de encuentro. (El yacimiento ha sido recientemente objeto de arqueología urbana.) "Los candidatos a ser miembros debían presentar algo nuevo de las ciencias naturales como condición de pertenencia", pero, de lo contrario, la adhesión estaba abierta.  Sus actividades fueron objeto de una investigación eclesiástica y la Puerta recibió la orden del papa Gregorio XIII de cerrar su Academia en 1578 bajo sospecha de brujería . 